# ایگوآنای آرمان
ایگوآنای آرمان (نام علمی: Armandisaurus) نام یک سرده از تیره ایگوآنایان است.